# Quintanahedo
Quintanahedo es una localidad del municipio burgalés de Merindad de Montija, en la Comunidad Autónoma de Castilla y León (España). 

## Localidades limítrofes
Confina con las siguientes localidades:
- Al norte con Cuestahedo.
- Al noreste con Villalázara.
- Al este con Barcenillas del Rivero.
- Al sur con Baranda y Gayangos.
- Al suroeste con Bedón.

## Demografía
Evolución de la población
| Gráfica de evolución demográfica de Quintanahedo entre 2000 y 2017 |
|                                                                    |
| Población de derecho (2000-2017) según el padrón municipal del INE |

## Historia
Así se describe a Quintanahedo en el tomo XIII del Diccionario geográfico-estadístico-histórico de España y sus posesiones de Ultramar, obra impulsada por Pascual Madoz a mediados del siglo XIX:

Lugar en la provincia, diócesis, audiencia territorial y capitanía general de Burgos (15 leguas), partido judicial de Villarcayo (2) y ayuntamiento titulado de la merindad de Montija, cuya cabeza es Villasante (1). Situado en la ladera oriental de una cuesta; goza de clima saludable, y los vientos que principalmente reinan son el N y NO. Se compone de 9 casas; 2 fuentes dentro de la población y 3 en el término, todas de buenas aguas; escuela de primera enseñanza, dotada con 1.950 reales y una iglesia parroquial (Santa María de las Nieves) unida a la de Cuestahedo y servida por el cura y sacristán de esta. Confina el término N Cuestahedo; E Baranda; S Gayangos, y O Bedón. El terreno es de 1.ª y 2.ª calidad. Los caminos se hallan en mal estado y dirigen a los pueblos limítrofes. Las producciones son trigo alaga, cebada, yeros y patatas; cría ganado yeguar y lanar, y caza de liebres y perdices. Industria: la agrícola. Población: 6 vecinos, 23 almas. Capital productivo: 187.410 reales. Imponible: 18.451.
Diccionario geográfico-estadístico-histórico de España y sus posesiones de Ultramar